# Fechsen
Fechsen ist ein Gemeindeteil der Stadt Marktoberdorf im Landkreis Ostallgäu im bayerischen Regierungsbezirk Schwaben. 

## Geographie
Das Dorf liegt südwestlich des Hauptortes Marktoberdorf. Unweit westlich des Ortes fließt die Lobach.
Der Ort ist überwiegend landwirtschaftlich geprägt. Bis in die 2000er Jahre gab es im Ort die beliebte Gastwirtschaft Zanker.

## Bauwerke

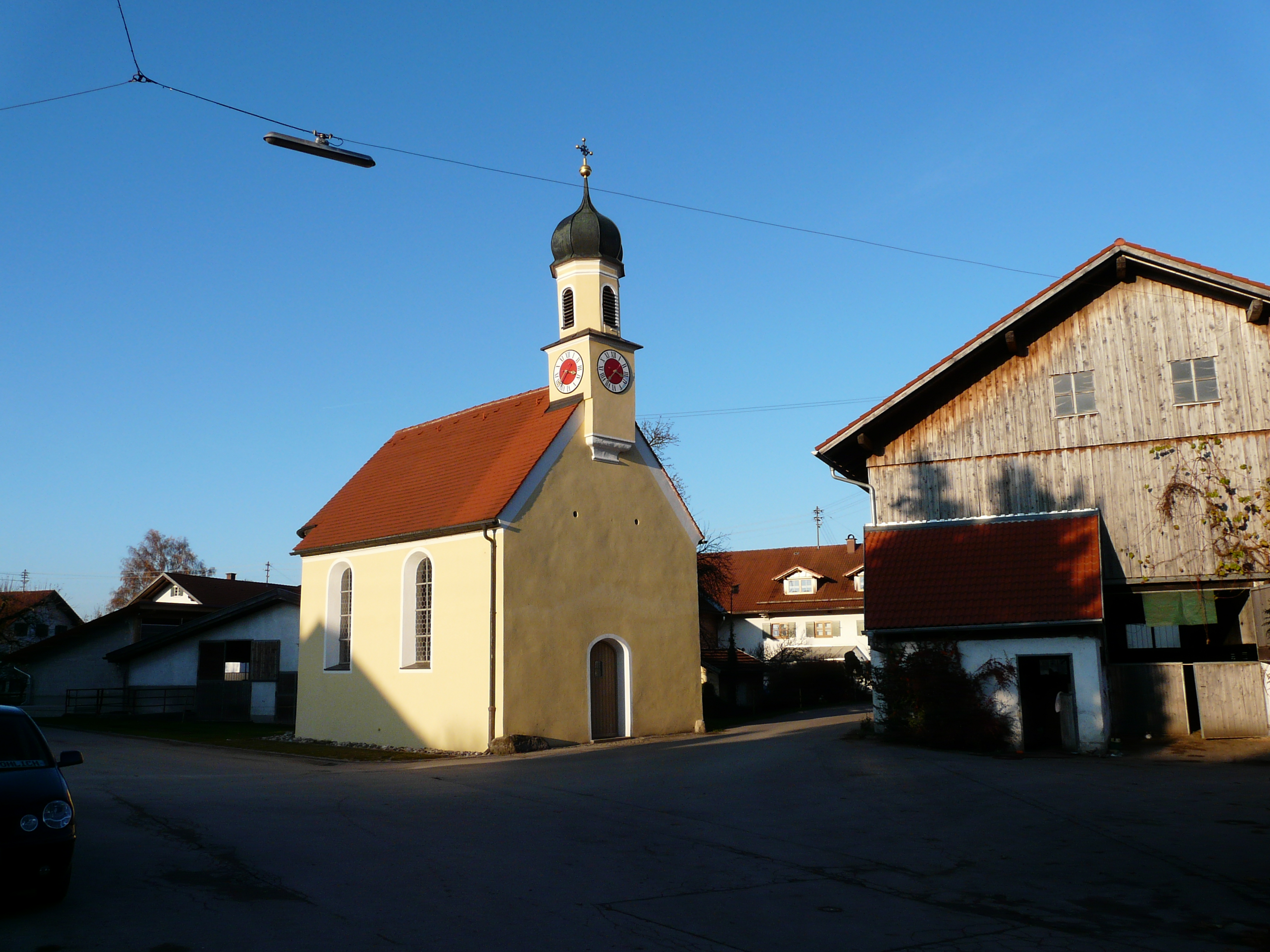
Kapelle St. Johannes Nepomuk (2008)

In der Liste der Baudenkmäler in Marktoberdorf ist für Fechsen ein Baudenkmal aufgeführt:
- Die 1727 erbaute katholische Kapelle St. Johannes Nepomuk ist ein Satteldachbau mit Rundbogenfenstern. Der südöstliche Dachreiter trägt einen oktogonale Aufsatz und eine Zwiebelhaube. Im Jahr 1845 wurde das Gebäude um die Sakristei ergänzt.